# Beetzendorfer Bruchwald und Tangelnscher Bach
Koordinaten: 52° 41′ 37″ N, 11° 3′ 23″ O
Das Naturschutzgebiet (NSG) Beetzendorfer Bruchwald und Tangelnscher Bach liegt im Westen des Altmarkkreises Salzwedel in Sachsen-Anhalt.

## Geographie
Das Naturschutzgebiet liegt auf dem Gebiet der Gemeinden Beetzendorf und Rohrberg. Es umfasst 139 Hektar. Das Gebiet liegt innerhalb des Vierecks der Ortschaften Tangeln, Rohrberg, Beetzendorf und Jeeben. Es ist in Nordost-Südwest-Richtung etwa zwei Kilometer lang. Es liegt am Mittellauf des Tangelnschen Bachs etwa 33 bis 42 Meter über Normalhöhennull und umfasst ein ausgedehntes Feuchtbiotop.

## Geschichte

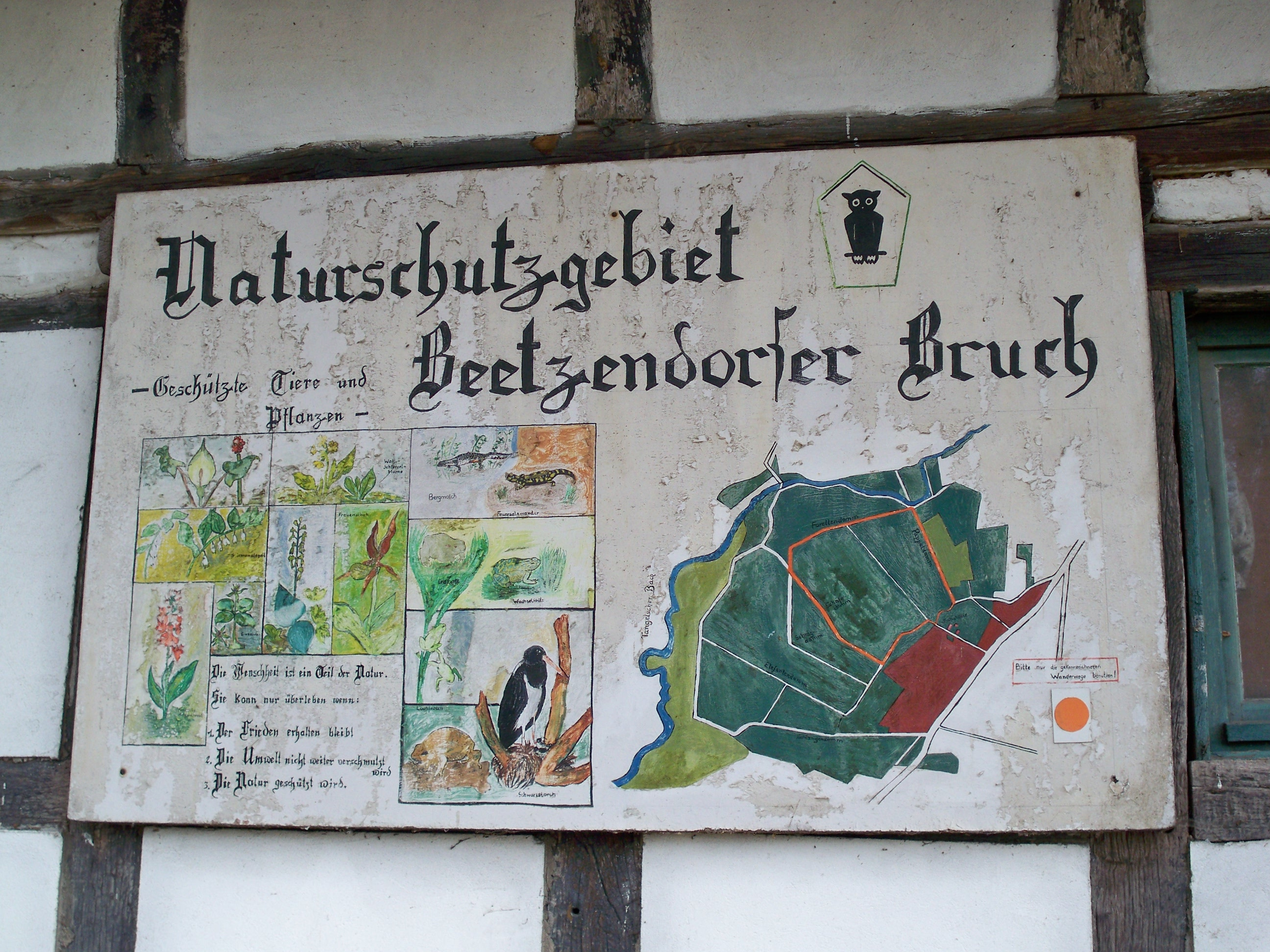
Hinweisschild auf das NSG

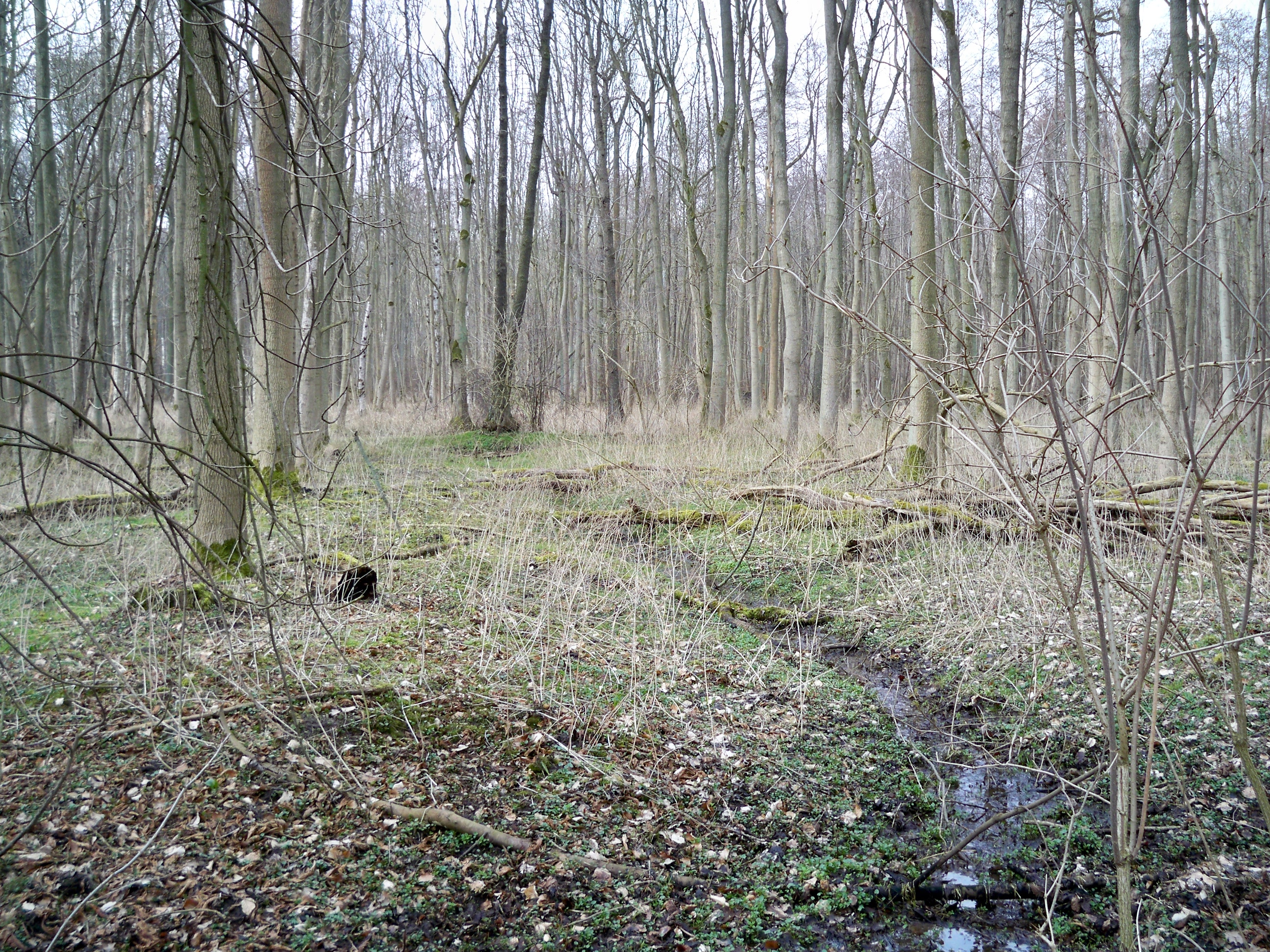
Bruchwald im Naturschutzgebiet

Das Gebiet wurde am 5. Juli 1978 durch den Rat des Bezirks Magdeburg vom Landschaftsschutzgebiet zum Naturschutzgebiet aufgewertet und ist heute als NSG 0042 ausgewiesen. Träger ist der Altmarkkreis Salzwedel.

## Ökologie, Flora und Fauna

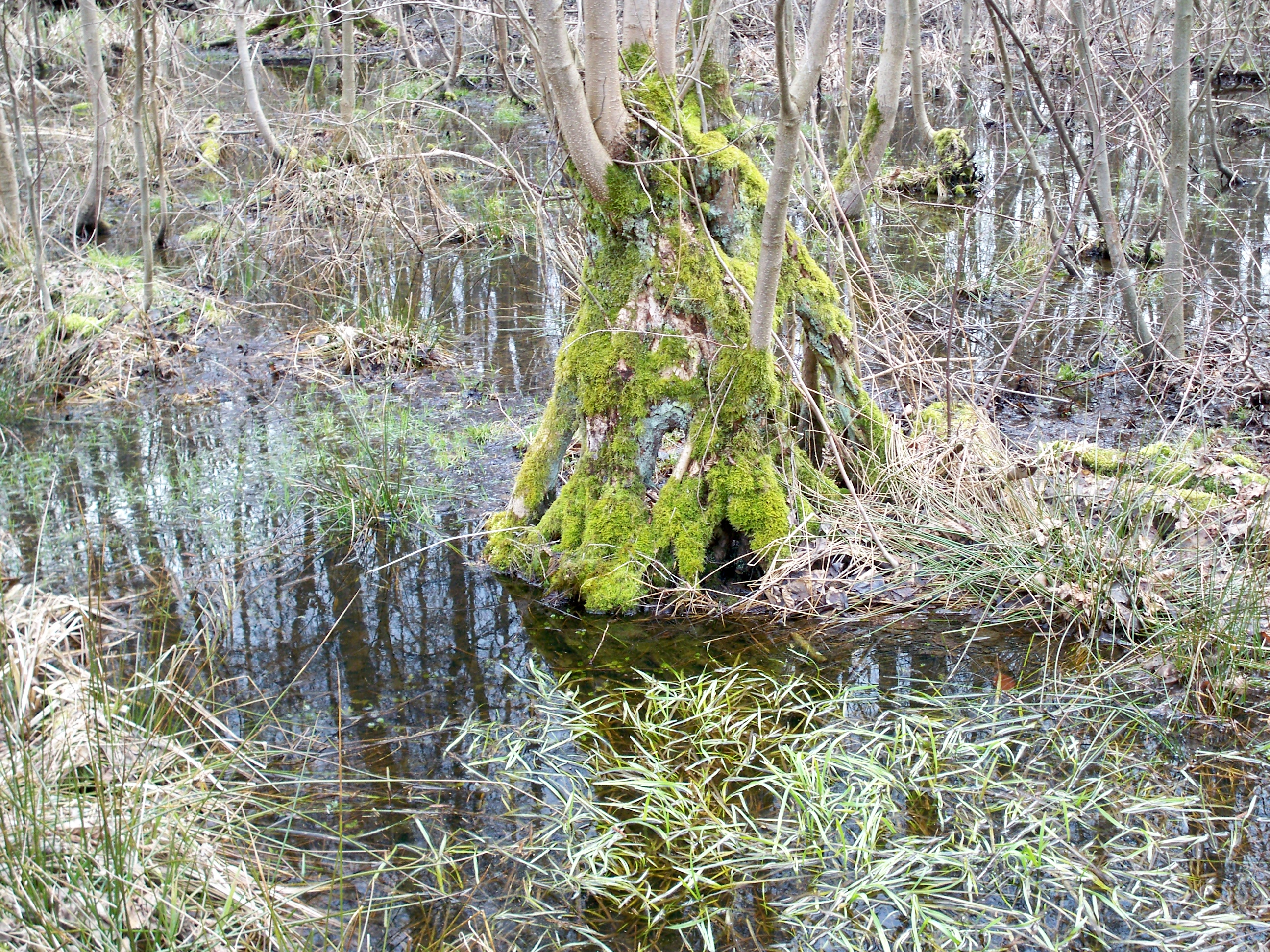
Feuchtgebiet nach der Schneeschmelze

Das NSG dient zu „Schutz, Erhaltung und Förderung der Vegetationsdynamik und Wassergüte sowie der daran gebundenen Arten und Lebensgemeinschaften, insbesondere der Niederungswaldgesellschaften“.
Das NSG Beetzendorfer Bruchwald und Tangelnscher Bach entspricht in seiner Ausdehnung dem FFH-Gebiet „Tangelnscher Bach und Bruchwälder“. Neben dem Flusslauf mit Röhricht und Großseggenrieden gibt es unter anderem Bruchwälder mit Bestand an Erlen, Eschen und Stiel-Eiche sowie Grünlandflächen, etwa Fuchsschwanzwiesen. Am Südostrand sind mehrere Eichen als Naturdenkmal ausgewiesen.
Das Gebiet ist Lebens- und Nahrungsraum zahlreicher bedrohter Arten. Zahlreiche Vogelarten wie Trauerschnäpper, Eisvogel und Gebirgsstelze brüten dort. An Fischarten finden sich Bachforelle und Bachneunauge. Daneben gibt es Feuersalamander.
Die eingeschränkte Nutzung des Gebietes, etwa zur Jagd, war nach dem Landeskulturgesetz der DDR vom 14. Mai 1970 und der dazugehörigen Durchführungsverordnung gestattet.